# Camille Dru
Pour les articles homonymes, voir Dru.
Camille Dru, née le 10 juillet 1987, est une trampoliniste française.
Elle remporte la médaille de bronze par équipes aux Championnats d'Europe 2010 à Varna. 
Elle est sacrée championne de France de trampoline en trampoline individuel en 2005 et 2011 et en trampoline synchronisé en 2011.